# Diócesis de Teotihuacán
La diócesis de Teotihuacán (en latín: Dioecesis Teotihuacana) es una circunscripción eclesiástica de la Iglesia católica en México. Se trata de una diócesis latina, sufragánea de la arquidiócesis de Tlalnepantla. Desde el 3 de diciembre de 2008 su obispo es Francisco Escobar Galicia.

## Territorio y organización
La diócesis tiene 1061 km² y extiende su jurisdicción sobre los fieles católicos de rito latino residentes en el estado de México en los municipios de: Tecámac, Teotihuacán, Axapusco, Nopaltepec, Otumba, San Martín de las Pirámides y Temascalapa.
La sede de la diócesis se encuentra en la ciudad de Teotihuacán de Arista, en donde se halla la Catedral de San Juan Bautista. El obispo de la diócesis en 2009 decidió cambiar el nombre a Catedral del Divino Redentor, así como también nombrar al templo secundario de la Purificación como sede parroquial de San Juan Bautista.
En 2020 en la diócesis existían 51 parroquias agrupadas en 11 decanatos y estos en 4 vicarías:

### Vicaría episcopal I: San Juan Bautista
Abarca los municipios de Teotihuacán, San Martín de las Pirámides y Acolman.
Decanato 1 Teotihuacán
- Santa Iglesia Catedral del "Divino Redentor"
- Parroquia "Santiago Apóstol", Atlatongo
- Parroquia "San Francisco de Asís", Mazapa
- Parroquia "San Juan Bautista", La Purificación.
- Parroquia "La Asunción de María", Maquixco.
- Parroquia "San Martín, Obispo de Tours", Pirámides.
- Parroquia “Purísima Concepción y Asunción de María” Palapa
- Parroquia “San Juan, Apostól y Evangelista”, Bo. Evangelista, Teotihuacán.

Decanato 2 Acolman
- Parroquia "San Marcos Evangelista", Nepantla
- Parroquia "San Agustín de Hipona" Acolman.
- Parroquia "Santa Catarina de Alejandría", Acolman
- Santuario "Inmaculada Concepción", Acolman.
- Parroquia “Nuestra Señora de Guadalupe”, Granjas Acolman.
- Parroquia "San Miguel Arcángel", Xometla
- Parroquia "San Mateo Apóstol" Chipiltepec
- Parroquia "San Judas Tadeo, Apóstol", La Laguna, Acolman

Decanato 3 Tepexpan
- Parroquia "Santa María Magdalena", Tepexpan
- Parroquia "San Miguel Arcángel" Totolcingo.
- Parroquia "San Judas Tadeo, Apóstol", Col. La Joya.
- Parroquia "La Divina Providencia", Col. Lázaro Cárdenas.
- Parroquia "Nuestra Señora de los Ángeles", Col. Los Ángeles.
- Parroquia “María: Madre de la Misericordia” Real Del Valle Sur

### Vicaría episcopal II: Purísima Concepción
Abarca los municipios de Temascalapa, Axapusco, Nopaltepec y Otumba.
Decanato 4 Temascalapa
- Parroquia "San Francisco de Asís", Temascalapa
- Parroquia "San Mateo Apóstol" Ixtlahuaca
- Parroquia "San Juan Bautista" Teacalco.
- Parroquia "San Luis Obispo de Tolosa" Tecuautitlán.

Decanato 5 Axapusco
- Parroquia "La Natividad de María Santísima", Actipac.
- Parroquia "Santo Domingo de Guzmán" Aztacameca
- Parroquia "San Esteban Protomártir", Axapusco.
- Parroquia "San  Miguel Arcángel", Jaltepec.
- Parroquia "Santa María de la Asunción", Nopaltepec.

Decanato 6 Otumba
- Parroquia "Purísima Concepción" Otumba.
- Parroquia "Divino Salvador" en Cuatlacingo.
- Parroquia Santuario "de la Divina Misericordia" Tocuila.
- Parroquia "San Nicolás de Bari", Oxtotipac

### Vicaría episcopal III: Santa Cruz
Abarca la parte norte del municipio de Tecámac. (Xolox, Acozac,Ajoloapan, Santa Cruz, Ozumbilla, Atzompan, Sierra Hermosa, 5 de Mayo, Loma Bonita, Villas del Real).
Decanato 7 Ozumbilla
- Parroquia "Nuestra Señora del Carmen", Lomas de Tecámac
- Parroquia "San Pedro Apóstol" Atzompa.
- Parroquia "Nuestra Señora de la Candelaria" Ozumbilla.
- Parroquia "San Francisco de Asís" en Cuautliquixco.
- Parroquia "Divino Niño y Presentación de María", Sierra Hermosa

Decanato 8 Tecámac
- Parroquia "Santa Cruz", Tecámac.
- Parroquia "San Isidro Labrador", Colona Isidro Fabela.
- Parroquia "Cristo Rey", Colonia 5 de Mayo.
- Parroquia "San Martin Caballero", Azcatepec.
- Parroquia "San Pablo Apóstol" Teacalco.
- Parroquia "Señor de la Misericordia", Villas de Real.
- Parroquia "Espíritu Santo", Rancho la capilla, fraccionamiento Santa Cruz

Decanato 9 Reyes Acozac
- Parroquia "San Lucas Evangelista" Xolox
- Parroquia "Los Santos Reyes" en Acozac.
- Parroquia "La Asunción de María", Ajoloapan.
- Parroquia "San Jerónimo de Estridon", Xonacahuacán.

### Vicaría episcopal IV: Sagrado Corazón
Abarca Ojo de Agua en Tecámac
Decanato 10 Ojo de Agua
- Parroquia "Sagrado Corazón de Jesús", Ojo de Agua.
- Parroquia "Espíritu Santo y Santa María de Guadalupe", Ojo de Agua.
- Parroquia "San José" en la Esmeralda.
- Parroquia "Santa María de Guadalupe", Loma Bonita.
- Parroquia “Natividad de la Santísima Virgen María y San Francisco de Asís”, Urbi Villas

Decanato 11 Los Héroes Tecámac
- Parroquia "San José" Héroes Tecámac.
- Parroquia "Sagrado Corazón de Jesús y Santos Mártires Mexicanos", Héroes Tecámac.
- Parroquia "Señor de la Misericordia y Nuestra Señora del Rosario" Héroes Tecámac.
- Parroquia “Nuestra Señora de San Juan de los Lagos y San Miguel Arcángel” Héroes Tecámac.
- Parroquia "San Juan Pablo II" Héroes Tecámac.

## Historia
La diócesis fue erigida el 3 de diciembre de 2008 con la bula Mexicanorum fidelium del papa Benedicto XVI, obteniendo el territorio de la diócesis de Texcoco.

## Estadísticas
Según el Anuario Pontificio 2021 la diócesis tenía a fines de 2020 un total de 574 000 fieles bautizados.
| Año                                                                             | Población            | Población | Población      | Sacerdotes | Sacerdotes    | Sacerdotes    | Bautizados por sacerdote | Diáconos permanentes | Religiosos | Religiosos | Parroquias |
| Año                                                                             | Bautizados católicos | Total     | % de católicos | Total      | Clero secular | Clero regular | Bautizados por sacerdote | Diáconos permanentes | Varones    | Mujeres    | Parroquias |
| ------------------------------------------------------------------------------- | -------------------- | --------- | -------------- | ---------- | ------------- | ------------- | ------------------------ | -------------------- | ---------- | ---------- | ---------- |
| 2008                                                                            | 779 000              | 866 282   | 89.9           | 53         | 53            | ?             | 14 698                   | ?                    | ?          | 72         | 33         |
| 2010                                                                            | 779 000              | 866 282   | 89.9           | 55         | 53            | 2             | 14 163                   | 11                   | 2          | 104        | 25         |
| 2014                                                                            | 807 000              | 897 000   | 90.0           | 61         | 61            |               | 13 229                   | 11                   |            | 95         | 24         |
| 2017                                                                            | 833 000              | 926 000   | 90.0           | 62         | 61            | 1             | 13 435                   | 17                   | 1          | 86         | 52         |
| 2020                                                                            | 574 000              | 675 360   | 85.0           | 63         | 58            | 5             | 9111                     | 29                   | 11         | 90         | 51         |
| Fuente: Catholic-Hierarchy, que a su vez toma los datos del Anuario Pontificio. |                      |           |                |            |               |               |                          |                      |            |            |            |

## Episcopologio
- Francisco Escobar Galicia, desde el 3 de diciembre de 2008[3]